# Борсков
Борсков (укр. Борсків) — село на Украине, находится в Винницком районе Винницкой области.
Код КОАТУУ — 0524581803. Население по переписи 2001 года составляет 267 человек. Почтовый индекс — 23320. Телефонный код — 4355.
Занимает площадь 10,52 км².
В конце XIX века село было региональным центром старообрядцев белокриницкого согласия.

## Адрес местного совета
23323, Винницкая область, Тывровский р-н, с. Ворошиловка, ул. Ленина, 24а